# Russo-Balt

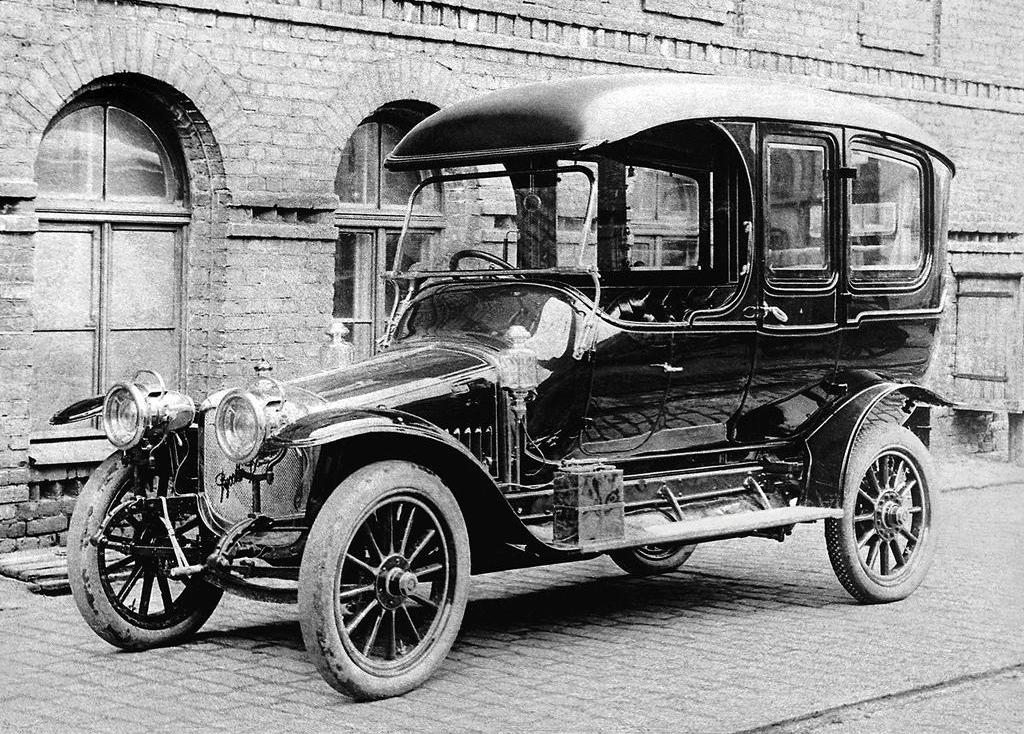
Russo-Baltique C24-40 de 1913

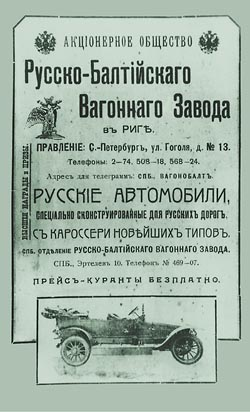
Réclame de Russo-Balt, vers 1910.

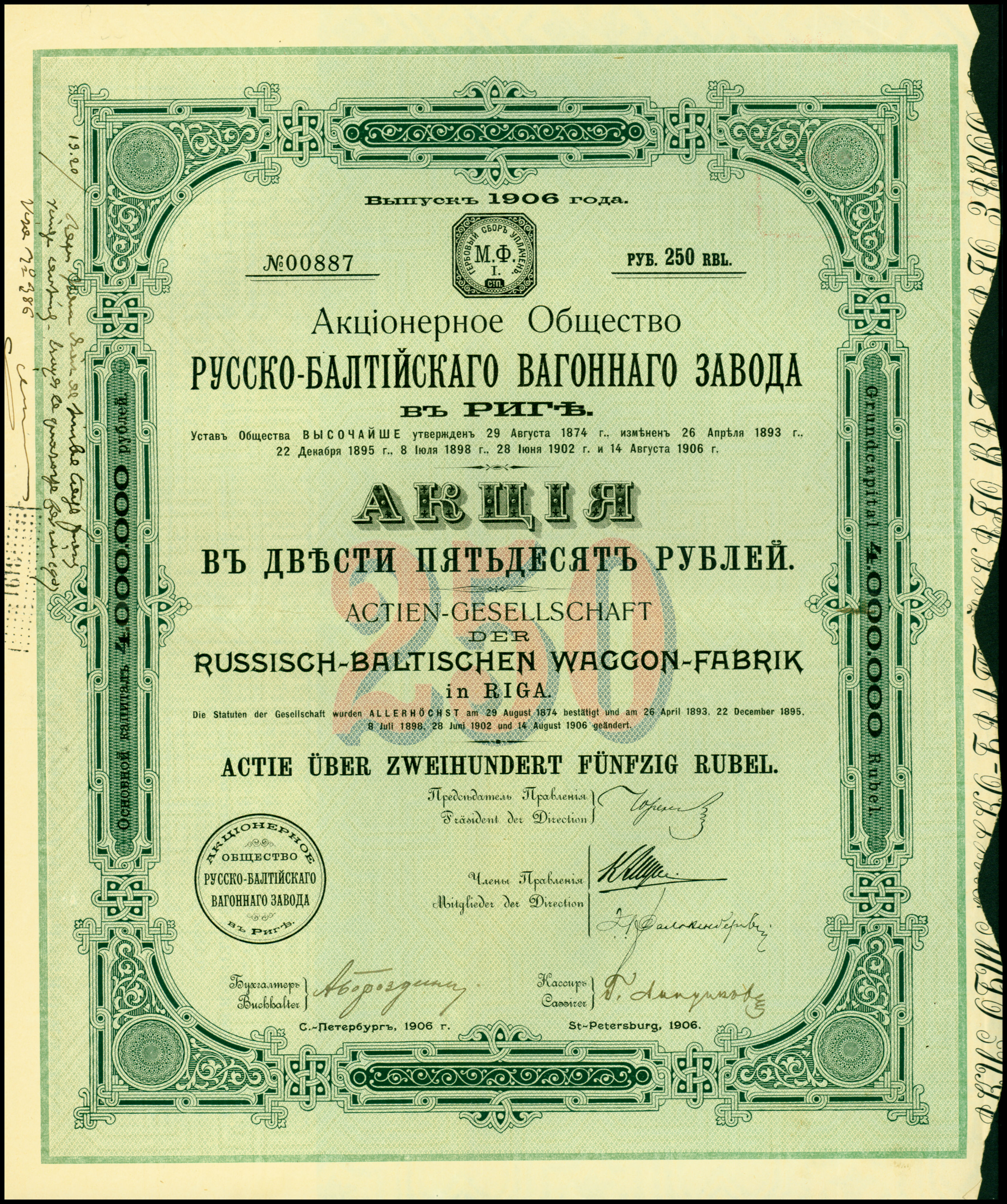
Action de 250 roubles de l’usine de wagons russo-balte, émise en 1906

L’usine de wagons russo-balte (en russe : Русско-Балтийский вагонный завод, acronyme Р.Б.В.З. - R.B.V.Z.)  est une entreprise de construction mécanique de l'Empire russe active dans le domaine automobile entre 1909 et 1923 avec la marque Russo-Balt (aussi Russobalt ou Russo-Baltique).

## Historique

### Wagons de chemin de fer
Fondée en 1869 à Riga comme filiale de la société allemande van der Zypen & Charlier (de), l’usine produisait des wagons de chemins de fer. En 1874 la filiale devint une société de droit russe : l’usine de wagons russo-balte.
En 1900 elle produit 5 513 wagons de marchandise et 219 wagons de personnes et est une des plus importantes usines de constructions mécanique de l’empire.
Lors de la Première Guerre mondiale, les ateliers de constructions de wagon sont évacués à Tver. Nationalisés en 1918, ils sont intégrés à l’usine de construction de wagons de Tver (Тверской вагоностроительный завод).

### Automobiles
En 1908 un atelier de production d'automobiles est créé sous la direction de l'ingénieur suisse Potterat et le 27 mai 1909 le premier véhicule de la marque « Russo-Baltique » quitte l’usine. En 1910 la « Fabrique d’équipages Frese & Cie », pionnier de l'automobile en Russie, est rachetée par Russo-Balt.
Seule marque russe significative avant la Révolution d'Octobre, le tsar Nicolas II lui donna l'accord d'utiliser le symbole impérial de l'aigle bicéphale, notamment sur le bouchon des radiateurs.

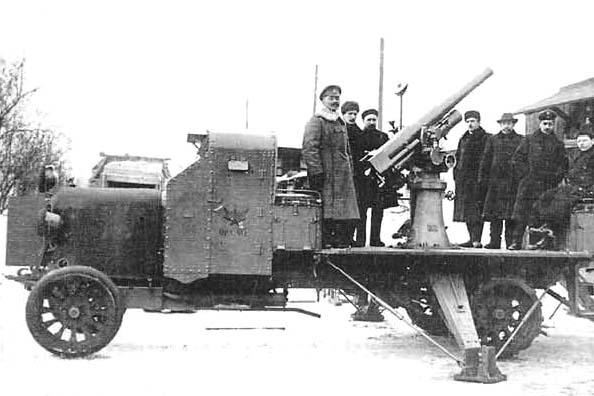
Russo-Balt blindé type T1, printemps 1915.

Lors de la Première Guerre mondiale l’usine développe plusieurs types de véhicules blindés. En 1915 l’atelier automobile est évacué de Riga (menacé par les troupes allemandes) à Moscou. Le 1er juillet 1917, la production prend le nom de « Deuxième usine automobile Russo-Balt ». En 1918 l’usine est nationalisée sous le nom de « Première usine de blindés d'État ».

### Aviation
En 1911, un atelier de construction aéronautique est créé et transféré la même année à Saint-Pétersbourg. En avril 1912 Igor Sikorsky y devient le constructeur principal et fabriquait des Ilia Mouromets. L’atelier est nationalisé en 1918.
Avions construits dans les ateliers : S-5 en 1911, S-7 en 1912, S-9 en 1913, S-10 en 1913, S-11 en 1913, S-12 en 1913, S-16 en 1915, S-20 en 1916, Rousky Vityaz (le Grand) en 1913, Il'ya Muromets séries S-22 à S-27) qui commencèrent en 1913 et Alexandre Nevsky en 1916.
En 1923, l'usine de  de Fili à Moscou est reprise et rénovée par le constructeur aéronautique allemand Junkers qui y construit les Ju 20, Ju 21 et Ju 22 destinés au réarmement clandestin de la Reichswehr en même temps qu'aux nouvelles forces aériennes soviétiques. Ces appareils sont essayés à l'École de pilotage de Lipetsk.
En 1961, l'usine a été rebaptisée Usine de construction de machines Mikhaïl Vassilyevitch Khrounitchev.

### Constructions navales
En 1914 un atelier de construction navale voit le jour, il est transféré à Petrograd en juillet 1915.

## Galerie d'images

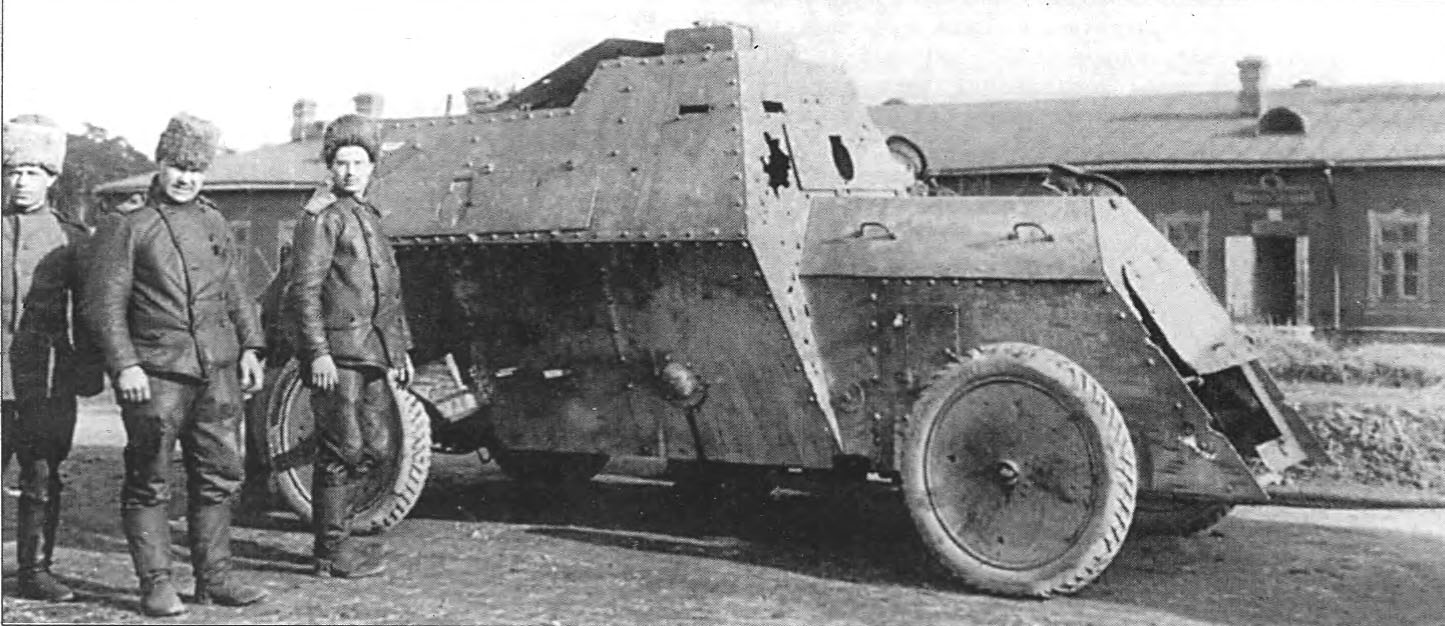
Type C endommagé en 1915.
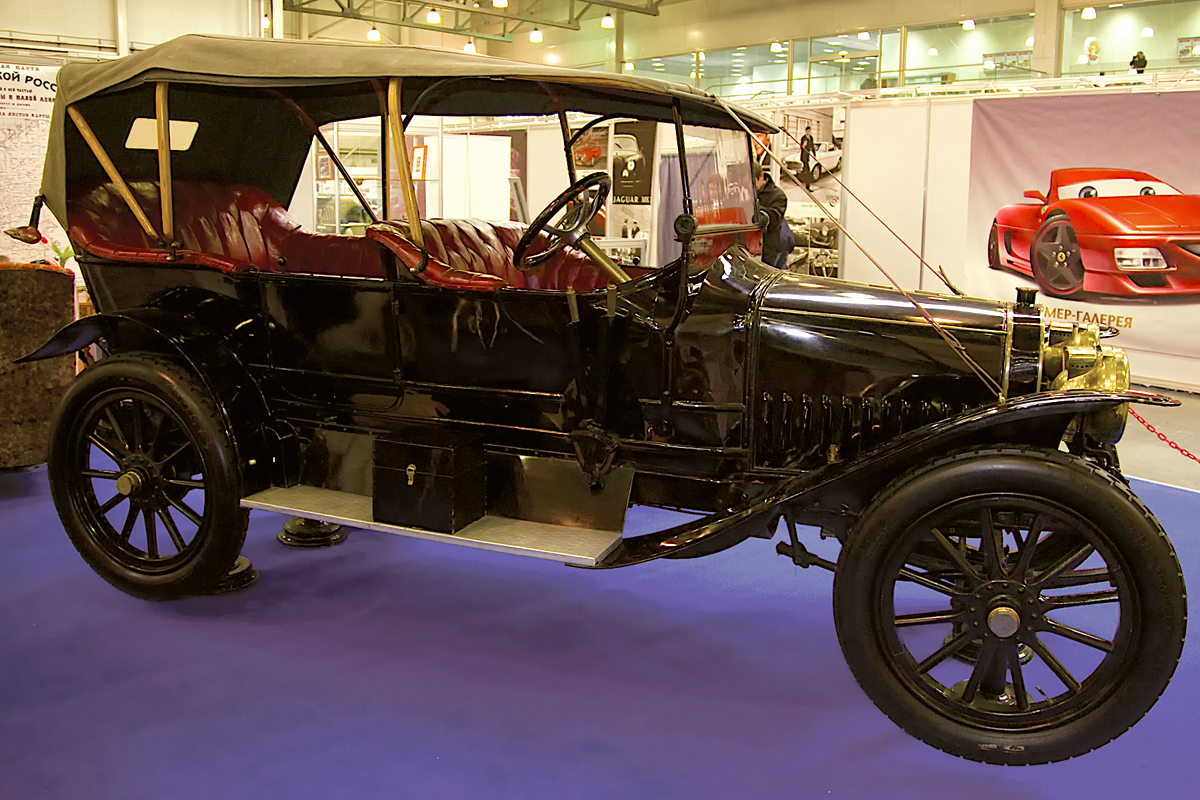
type K 12-20.
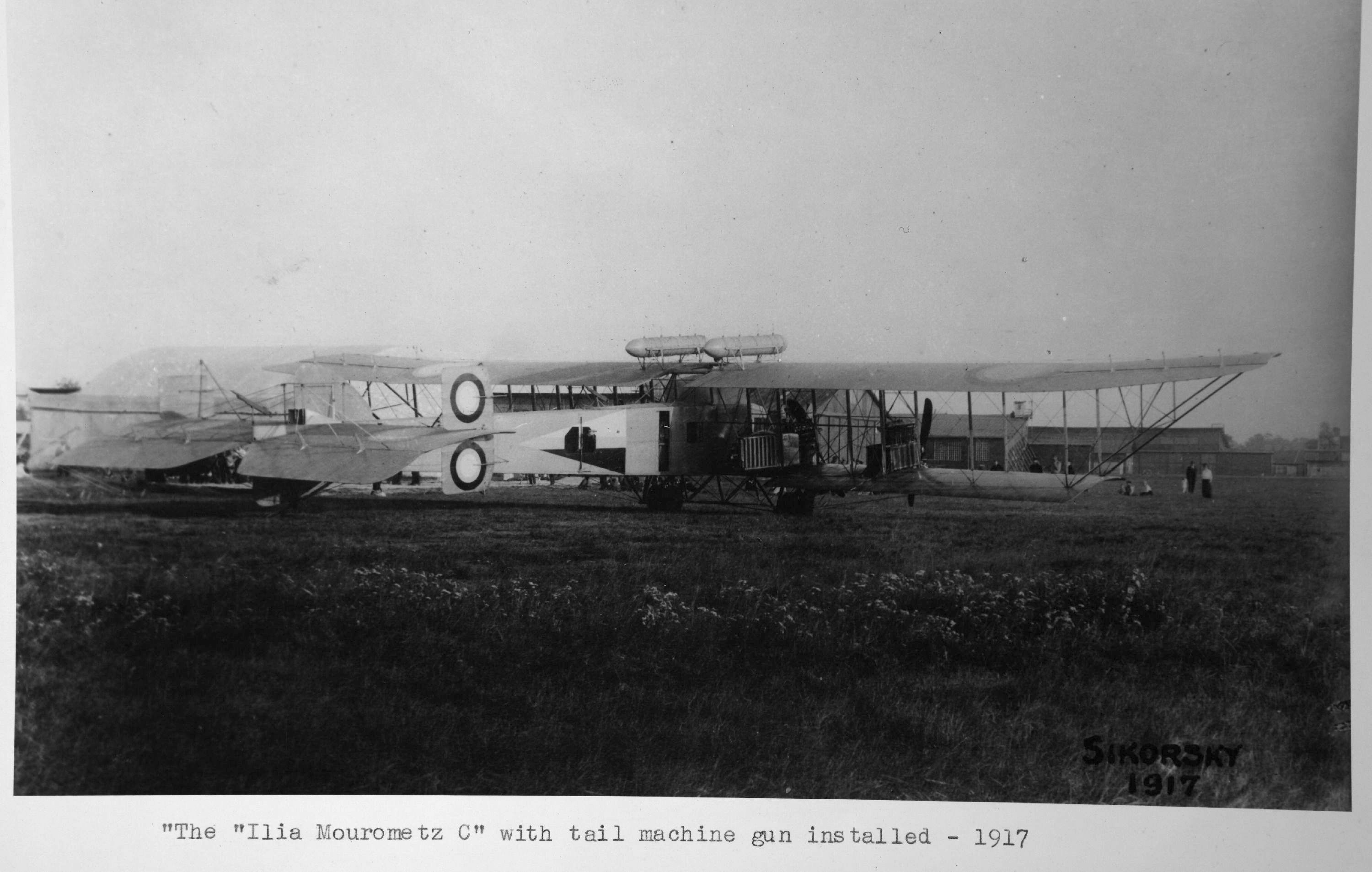
Un Ilia Mouromets aux couleurs de l'Armée de l'air impériale russe.